# Nederlandse kampioenschappen atletiek 2009
In 2009 werden de Nederlandse kampioenschappen atletiek gehouden op 1 en 2 augustus in het Olympisch Stadion (Amsterdam). De organisatie lag in handen van de Amsterdamse atletiekvereniging Phanos in samenwerking met de Atletiekunie.
De 10.000 m voor mannen en vrouwen vond plaats op 14 juni in Utrecht.

## Uitslagen

### 100 m
| rang   | atleet            | prestatie |
| ------ | ----------------- | --------- |
| Goud   | Patrick van Luijk | 10,50 s   |
| Zilver | Guus Hoogmoed     | 10,54 s   |
| Brons  | Caimin Douglas    | 10,60 s   |

| rang   | atlete         | prestatie |
| ------ | -------------- | --------- |
| Goud   | Jamile Samuel  | 11,73 s*  |
| Zilver | Kadene Vassell | 11,89 s*  |
| Brons  | Jo-Ann Plet    | 12,05 s*  |

 * rugwind +2,1 m/s

### 200 m
| rang   | atleet            | prestatie |
| ------ | ----------------- | --------- |
| Goud   | Patrick van Luijk | 20,93 s   |
| Zilver | Guus Hoogmoed     | 21,24 s   |
| Brons  | Obed Martis       | 21,46 s   |

| rang   | atlete         | prestatie |
| ------ | -------------- | --------- |
| Goud   | Kadene Vassell | 24,11 s   |
| Zilver | Eva Lubbers    | 24,65 s   |
| Brons  | Esther Akihary | 24,85 s   |

### 400 m
| rang   | atleet           | prestatie |
| ------ | ---------------- | --------- |
| Goud   | Dennis Spillekom | 47,47 s   |
| Zilver | Obed Martis      | 47,50 s   |
| Brons  | Joeri Moerman    | 47,76 s   |

| rang   | atlete          | prestatie |
| ------ | --------------- | --------- |
| Goud   | Sanne Verstegen | 54,39 s   |
| Zilver | Suzanne Thierry | 55,62 s   |
| Brons  | Marit Dopheide  | 56,30 s   |

### 800 m
| rang   | atleet               | prestatie |
| ------ | -------------------- | --------- |
| Goud   | Youssef el Rhalfioui | 1.55,35   |
| Zilver | Hugo de Haan         | 1.55,55   |
| Brons  | Victor Bouwman       | 1.55,56   |

| rang   | atlete            | prestatie |
| ------ | ----------------- | --------- |
| Goud   | Machteld Mulder   | 2.07,38   |
| Zilver | Susan Kuijken     | 2.07,88   |
| Brons  | José van der Veen | 2.09,23   |

### 1500 m
| rang   | atleet          | prestatie |
| ------ | --------------- | --------- |
| Goud   | Bram Som        | 3.46,08   |
| Zilver | Johan de Koning | 3.47,34   |
| Brons  | Nout Jansen     | 3.49,97   |

| rang   | atlete            | prestatie |
| ------ | ----------------- | --------- |
| Goud   | Adriënne Herzog   | 4.19,04   |
| Zilver | Marije te Raa     | 4.35,74   |
| Brons  | Anne van den Hurk | 4.35,80   |

### 5000 m
| rang   | atleet          | prestatie |
| ------ | --------------- | --------- |
| Goud   | Michel Butter   | 13.52,54  |
| Zilver | Khalid Choukoud | 14.02,27  |
| Brons  | Abdi Nageeye    | 14.11,83  |

| rang   | atlete              | prestatie |
| ------ | ------------------- | --------- |
| Goud   | Lesley van Miert    | 17.05,79  |
| Zilver | Marieke Falkmann    | 17.07,54  |
| Brons  | Sabine van de Reijt | 17.11,17  |

### 10.000 m[1]
| rang   | atleet         | prestatie |
| ------ | -------------- | --------- |
| Goud   | Ronald Schröer | 29.35,67  |
| Zilver | Marco Gielen   | 29.51,21  |
| Brons  | Robert Ton     | 29.52,97  |

| rang   | atlete           | prestatie |
| ------ | ---------------- | --------- |
| Goud   | Saskia van Vught | 36.41,01  |
| Zilver | Melanie Spruyt   | 38.27,16  |
| Brons  | Laura Huijbregts | 40.15,52  |

### 110 m horden/100 m horden
| rang   | atleet            | prestatie |
| ------ | ----------------- | --------- |
| Goud   | Gregory Sedoc     | 13,55 s   |
| Zilver | Mike van Kruchten | 14,01 s   |
| Brons  | Erik Leeflang     | 14,06 s   |

| rang   | atlete             | prestatie |
| ------ | ------------------ | --------- |
| Goud   | Yvonne Wisse       | 13,86 s   |
| Zilver | Judith Vis         | 13,91 s   |
| Brons  | Nicole Kroonenburg | 14,25 s   |

### 400 m horden
| rang   | atleet            | prestatie |
| ------ | ----------------- | --------- |
| Goud   | Vincent Kerssies  | 51,88 s   |
| Zilver | Marius Kranendonk | 52,13 s   |
| Brons  | Martin Oude Alink | 53,70 s   |

| rang   | atlete          | prestatie |
| ------ | --------------- | --------- |
| Goud   | Sanne Verstegen | 58,98 s   |
| Zilver | Ramona Thoen    | 61,66 s   |
| Brons  | Marta Pape      | 62,79 s   |

### 3000 m steeple
| rang   | atleet              | prestatie |
| ------ | ------------------- | --------- |
| Goud   | Roy Hoornweg        | 9.06,30   |
| Zilver | Olfert Molenhuis    | 9.15,67   |
| Brons  | Gerwin van den Hurk | 9.22,78   |

| rang   | atlete             | prestatie |
| ------ | ------------------ | --------- |
| Goud   | Jolanda Verstraten | 10.35,15  |
| Zilver | Christine Bosch    | 11.08,48  |
| Brons  | Esther Vermue      | 11.16,56  |

### Verspringen
| rang   | atleet          | prestatie |
| ------ | --------------- | --------- |
| Goud   | Jonathan Pengel | 7,62 m    |
| Zilver | Fabian Florant  | 7,49 m    |
| Brons  | Sander Schutjes | 7,37 m    |

| rang   | atlete          | prestatie |
| ------ | --------------- | --------- |
| Goud   | Karin Ruckstuhl | 6,53 m    |
| Zilver | Remona Fransen  | 6,05 m    |
| Brons  | Brenda Baar     | 6,00 m    |

### Hink-stap-springen
| rang   | atleet            | prestatie |
| ------ | ----------------- | --------- |
| Goud   | Fabian Florant    | 16,55 m   |
| Zilver | Lennart Teunissen | 14,95 m   |
| Brons  | Sander Hage       | 14,83 m   |

| rang   | atlete        | prestatie |
| ------ | ------------- | --------- |
| Goud   | Brenda Baar   | 12,90 m   |
| Zilver | Marije Langen | 12,20 m   |
| Brons  | Wendy Visser  | 12,16 m   |

### Hoogspringen
| rang   | atleet           | prestatie |
| ------ | ---------------- | --------- |
| Goud   | Martijn Nuijens  | 2,21 m    |
| Zilver | Jan Peter Larsen | 2,16 m    |
| Brons  | Wilbert Pennings | 2,10 m    |

| rang   | atlete             | prestatie |
| ------ | ------------------ | --------- |
| Goud   | Sietske Noorman    | 1,79 m    |
| Zilver | Remona Fransen     | 1,76 m    |
| Brons  | Nikki May Woudstra | 1,73 m    |

### Polsstokhoogspringen
| rang   | atleet             | prestatie |
| ------ | ------------------ | --------- |
| Goud   | Wout van Wengerden | 5,42 m    |
| Zilver | Christian Tamminga | 5,27 m    |
| Brons  | Robbert-Jan Jansen | 5,22 m    |
| Brons  | Eelco Sintnicolaas | 5,22 m    |

| rang   | atlete            | prestatie |
| ------ | ----------------- | --------- |
| Goud   | Rianna Galiart    | 4,11 m    |
| Zilver | Denise Groot      | 4,01 m    |
| Brons  | Yvette Caldenhove | 3,81 m    |

### Kogelstoten
| rang   | atleet              | prestatie |
| ------ | ------------------- | --------- |
| Goud   | Erik van Vreumingen | 17,83 m   |
| Zilver | Patrick Groot       | 17,66 m   |
| Brons  | Maarten Persoon     | 17,57 m   |

| rang   | atlete            | prestatie |
| ------ | ----------------- | --------- |
| Goud   | Melissa Boekelman | 17,29 m   |
| Zilver | Denise Kemkers    | 17,06 m   |
| Brons  | Laurien Hoos      | 14,83 m   |

### Discuswerpen
| rang   | atleet            | prestatie |
| ------ | ----------------- | --------- |
| Goud   | Boudewijn Luijten | 58,87 m   |
| Zilver | Maarten Persoon   | 57,32 m   |
| Brons  | Patrick Cronie    | 50,53 m   |

| rang   | atlete           | prestatie |
| ------ | ---------------- | --------- |
| Goud   | Monique Jansen   | 58,97 m   |
| Zilver | Loes Verlaak     | 55,05 m   |
| Brons  | Sanne van Rossum | 46,36 m   |

### Speerwerpen
| rang   | atleet           | prestatie |
| ------ | ---------------- | --------- |
| Goud   | Bjorn Blommerde  | 71,52 m   |
| Zilver | Jeroen Blommerde | 70,78 m   |
| Brons  | Elliott Thijssen | 67,51 m   |

| rang   | atlete          | prestatie |
| ------ | --------------- | --------- |
| Goud   | Bregje Crolla   | 54,71 m   |
| Zilver | Laurien Hoos    | 50,01 m   |
| Brons  | Evelien Dekkers | 49,01 m   |

### Kogelslingeren
| rang   | atleet       | prestatie |
| ------ | ------------ | --------- |
| Goud   | Vincent Onos | 64,41 m   |
| Zilver | Ronald Gram  | 61,98 m   |
| Brons  | Sander Stok  | 52,33 m   |

| rang   | atlete           | prestatie |
| ------ | ---------------- | --------- |
| Goud   | Maaike Schetters | 56,38 m   |
| Zilver | Gonny Mik        | 50,09 m   |
| Brons  | Eva Reinders     | 49,52 m   |

1904 · 
1908 · 
1909 · 
1910 · 
1911 · 
1912 · 
1913 · 
1914 · 
1915 · 
1917 · 
1918 · 
1919 · 
1920 · 
1921 · 
1922 · 
1923 · 
1924 · 
1925 · 
1926 · 
1927 · 
1928 · 
1929 · 
1930 · 
1931 · 
1932 · 
1933 · 
1934 · 
1935 · 
1936 · 
1937 · 
1938 · 
1939 · 
1940 · 
1941 · 
1942 · 
1943 · 
1944 · 
1946 · 
1947 · 
1948 · 
1949 · 
1950 · 
1951 · 
1952 · 
1953 · 
1954 · 
1955 · 
1956 · 
1957 · 
1958 · 
1959 · 
1960 · 
1961 · 
1962 · 
1963 · 
1964 · 
1965 · 
1966 · 
1967 · 
1968 · 
1969 · 
1970 · 
1971 · 
1972 · 
1973 · 
1974 · 
1975 · 
1976 · 
1977 · 
1978 · 
1979 · 
1980 · 
1981 · 
1982 · 
1983 · 
1984 · 
1985 · 
1986 · 
1987 · 
1988 · 
1989 · 
1990 · 
1991 · 
1992 · 
1993 · 
1994 · 
1995 · 
1996 · 
1997 · 
1998 · 
1999 · 
2000 · 
2001 · 
2002 · 
2003 · 
2004 · 
2005 · 
2006 · 
2007 · 
2008 · 
2009 · 
2010 · 
2011 · 
2012 · 
2013 · 
2014 · 
2015 · 
2016 ·
2017 ·
2018 ·
2019 ·
2020 ·
2021 ·
2022 ·
2023 ·
2024 ·
2025